# Геотермальний тепловий насос

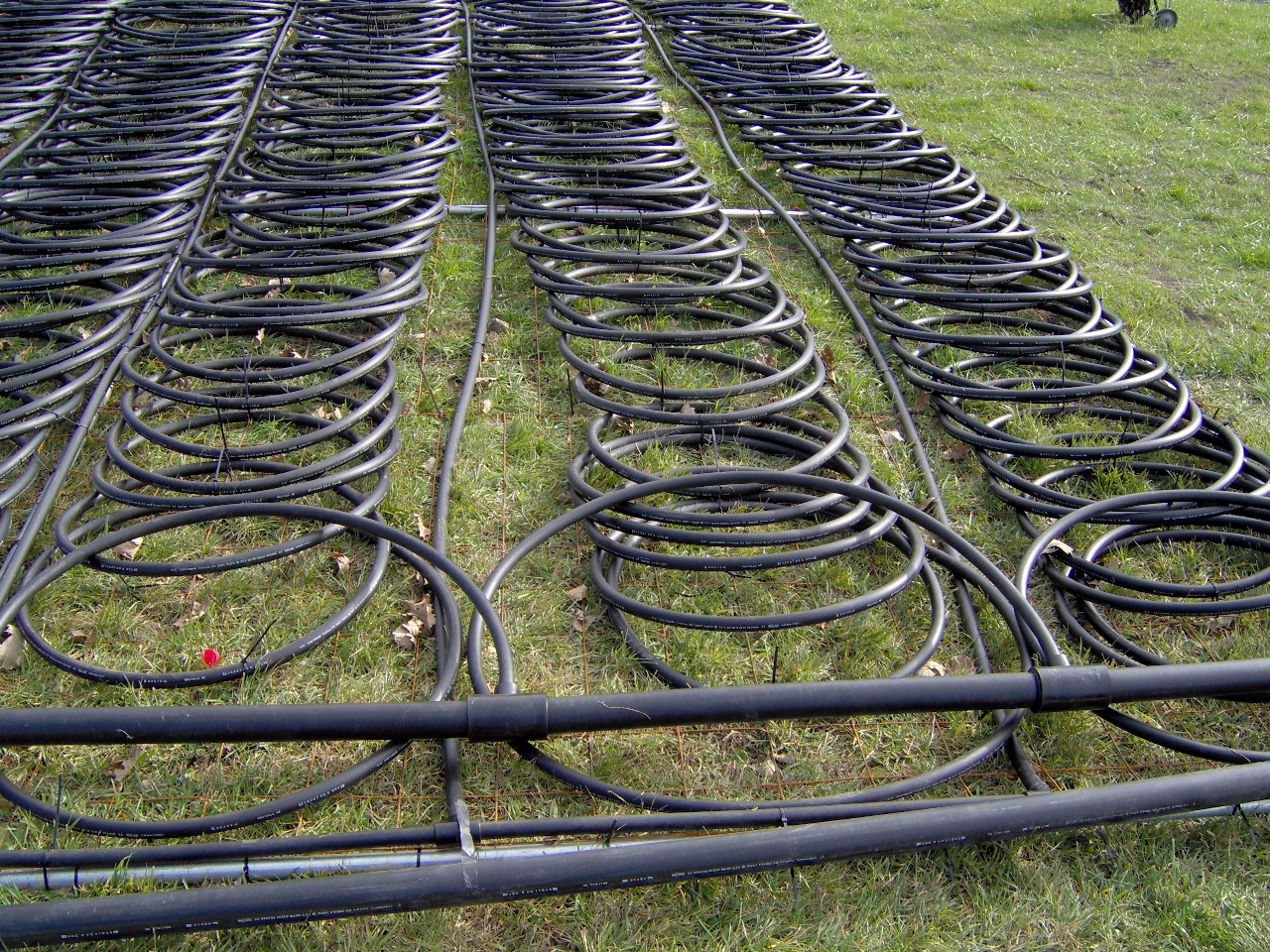
Кільця наземного теплообмінника теплового насоса (горизонтального типу)

Геотермальний тепловий насос — система центрального опалення і/або охолодження, яка використовує тепло землі, тип  теплового насоса. Земля в геотермальних системах є радіатором в літній період або джерелом тепла в зимовий період. Різниця температур ґрунту використовується, щоб підвищити ефективність і знизити експлуатаційні витрати системи обігріву та охолодження, і може доповнюватися сонячним опаленням. Геотермальні теплові насоси використовують явище теплової інерції: температура землі нижче 6 метрів приблизно дорівнює середньорічній температурі повітря в даній місцевості і слабо змінюється протягом року.

## Типи
a) замкнутого типу
- Горизонтальні

Колектор розміщується кільцями або звивисто у горизонтальних траншеях нижче глибини промерзання ґрунту (зазвичай від 1,2 м і більше). Такий спосіб є найбільш економічно ефективним для житлових об'єктів за умови відсутності дефіциту земельної площі під контур.
- Вертикальні

Колектор розміщується вертикально в свердловини глибиною до 200 м. Цей спосіб застосовується у випадках, коли площа земельної ділянки не дозволяє розмістити контур горизонтально або існує загроза пошкодження ландшафту.
- Водні

Колектор розміщується звивисто або кільцями у водоймі (озері, ставку, річці) нижче глибини промерзання. Це найдешевший варіант, але є вимоги щодо мінімальної глибини і обсягів води у водоймі для конкретного регіону. 

- З безпосереднім теплообміном (DX — скор. від англ. direct exchange — «прямий обмін»)

На відміну від попередніх типів, холодоагент компресором теплового насоса подається по мідних трубках, розташованих:
* Вертикально у свердловинах довжиною 30 м і діаметром 80 мм
* Під кутом у свердловинах довжиною 15 м і діаметром 80 мм
* Горизонтально у ґрунті нижче глибини промерзання
Циркуляція холодоагенту компресором теплового насоса і теплообмін фреону безпосередньо через стінку мідної труби з більш високими показниками теплопровідності забезпечує високу ефективність і надійність геотермальної опалювальної системи. Також використання такої технології дозволяє зменшити загальну довжину буріння свердловин, зменшуючи таким чином вартість установки
 DX Direct Exchange Heatpump
б) відкритого типу 

Подібна система використовує в якості теплообмінної рідини воду, яка циркулює безпосередньо через систему геотермального теплового насоса в рамках відкритого циклу, тобто вода після проходження по системі повертається в землю. Цей варіант можливо реалізувати на практиці лише при наявності достатньої кількості відносно чистої води і за умови, що такий спосіб використання ґрунтових вод не заборонений законодавством.

### Ресурси Інтернету
- Закиров Д. Г., Будущее — за теплонасосными технологиями // Журнал «Ново- сти теплоснабжения» № 08 (72), 2006 г., stat_shablon.php?id=2378 [Архівовано 26 липня 2015 у Wayback Machine.]
- Geothermal Heat Pumps [Архівовано 16 вересня 2015 у Wayback Machine.] // Energy.gov, 2012 (англ.)
- Guide to Geothermal Heat Pumps [Архівовано 29 серпня 2017 у Wayback Machine.] // Energy.gov, 2011 (англ.)
- Geothermal Heat Pumps [Архівовано 25 січня 2018 у Wayback Machine.] //  NREL[en], 1998. (англ.)